# Aloe bargalensis
Aloe bargalensis är en grästrädsväxtart som beskrevs av John Jacob Lavranos. Aloe bargalensis ingår i släktet Aloe och familjen grästrädsväxter. Inga underarter finns listade i Catalogue of Life.